# Comfort (kwaliteit)

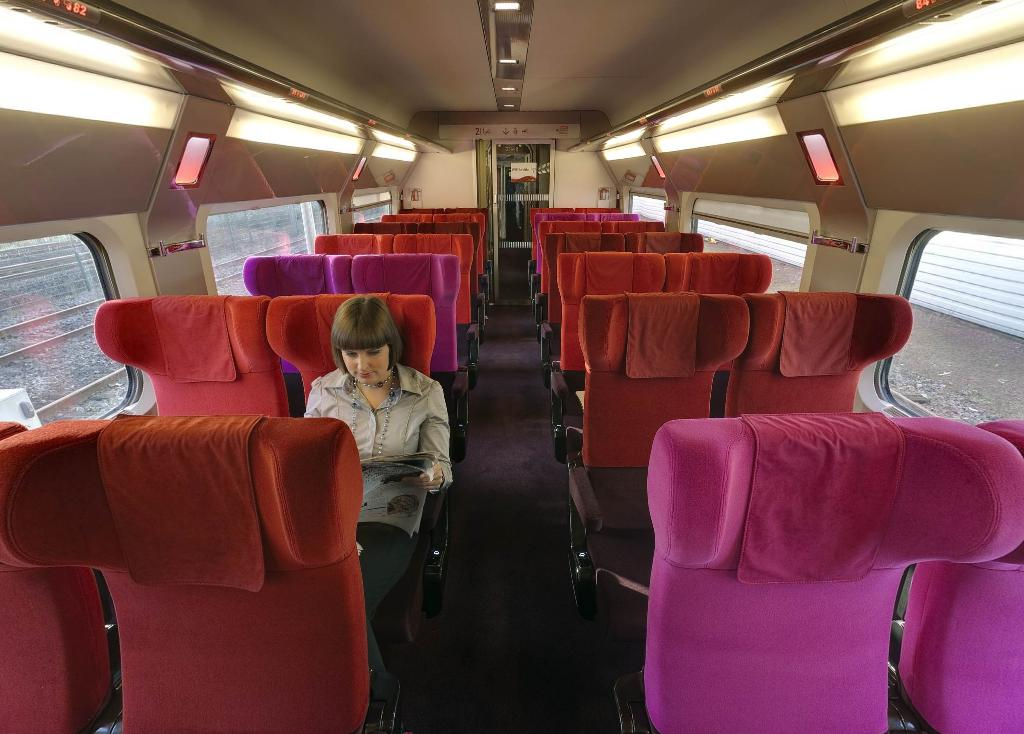
In het openbaar vervoer is de mate van comfort een middel voor prijsdifferentiatie. Hier een rijtuig in de tweede comfortklasse van de Thalys

Comfort is een aanduiding van een situatie waarbij de toestand van de mens als aangenaam wordt ervaren; een staat van welzijn, en die ook gekenmerkt wordt door de afwezigheid van onaangenaamheden. Het is een staat van zijn waarin de mens geen moeite hoeft te doen om zich goed te voelen.
Comfort is een gevoel van welzijn dat een drievoudige oorsprong heeft (fysiek, functioneel en psychologisch).
Het is een van de bouwstenen van het begrip kwaliteit van leven, en heeft weerslag op de gezondheid en de ontwikkeling van de mens. Het begrip wordt derhalve bestudeerd door economen, industrieel ontwerpers en kledingmakers.
Toegang tot comfort is niet alleen een welzijnsfactor, maar kan ook een weerslag zijn van de sociale rol en de plaats op de maatschappelijke ladder. Het verschijnsel luxe als uiting van comfort is een middel dat vaak gebruikt wordt om goederen en diensten aan de man te brengen. Men kan hierbij denken aan hotels, restaurants, luxe auto's of de businessclass in een vliegtuig, waar het verschijnsel comfort zowel het welzijn van het individu bevordert alsook diens sociale status benadrukt.
Men kan van daaruit ook stellen dat materieel welzijn (rijkdom) een vorm van comfort is.